# چینوک (واشینگتن)
چینوک (به انگلیسی: Chinook) یک منطقهٔ مسکونی در ایالات متحده آمریکا است که در شهرستان پاسیفیک، واشینگتن واقع شده‌است. چینوک ۲٫۶ کیلومتر مربع مساحت و ۴۶۶ نفر جمعیت دارد و ۳ متر بالاتر از سطح دریا قرار دارد.